# SV 06 Kassel
SV 06 Kassel is een Duitse voetbalclub uit Kassel.

## Geschiedenis
De club werd opgericht in 1906 als FC Adler. In 1911 fuseerde de club met FC Preußen en nam de naam FC Adler Rothenditmold aan. De club sloot zich aan bij de West-Duitse voetbalbond en speelde in de Hessisch-Hannoverse competitie. In 1917 promoveerde de club voor het eerst naar de hoogste klasse en werd meteen vicekampioen achter 1. Casseler BC Sport 1894. Na dit seizoen veranderde de club de naam in SV 06 Cassel (tot 1926 werd Kassel met een C geschreven). In 1920/21 werd de club opnieuw tweede. De volgende jaren eindigde de club steeds in de subtop. In 1926/27 werd de club groepswinnaar en verloor de finale om de titel van SV Kurhessen 1893 Kassel. Hierdoor plaatste de club zich wel voor de West-Duitse eindronde voor vicekampioenen en werd vijfde in de groepsfase. Na enkele plaatsen in de middenmoot werd de club in 1929/30 gedeeld tweede met Borussia Fulda en won de play-off en plaatste zich voor de eindronde waar ze meteen verloren van SC 1894 Mönchengladbach. Twee jaar later werd de club tweede in zijn groep achter 1. SC Göttingen 05. In 1933 kwam de NSDAP aan de macht in Duitsland en voerde de Gauliga in als hoogste klasse. SV 06 kwalificeerde zich voor de Gauliga Hessen. Na enkele middelmatige plaatsen werd de club kampioen in 1936/37 en plaatste zich zo voor de eindronde om de landstitel. In een groep met VfB Stuttgart, Wormatia Worms en SV Dessau 05 werd de club laatste, enkel van Dessau kon thuis gewonnen worden. De volgende seizoenen eindigde Kassel in de subtop.
In 1941 ging de club in de Gauliga Kurhessen spelen en werd daar in het twee seizoen kampioen. Hierdoor plaatste de club zich voor de tweede keer voor de nationale eindronde en verloor daar meteen met 8:1 van FC Schalke 04.
Na de Tweede Wereldoorlog kon de club het hoge niveau niet meer aanhouden en zakte weg naar de lagere reeksen.

## Erelijst
Gauliga Hessen
1937
Gauliga Kurhessen
1943